# اوست-ایشیم
اوست-ایشیم (انگلیسی: Ust-Ishim) یک شهر در بخش اوست-ایشیمسکی استان امسک کشور روسیه است.